# Microscopio electrónico

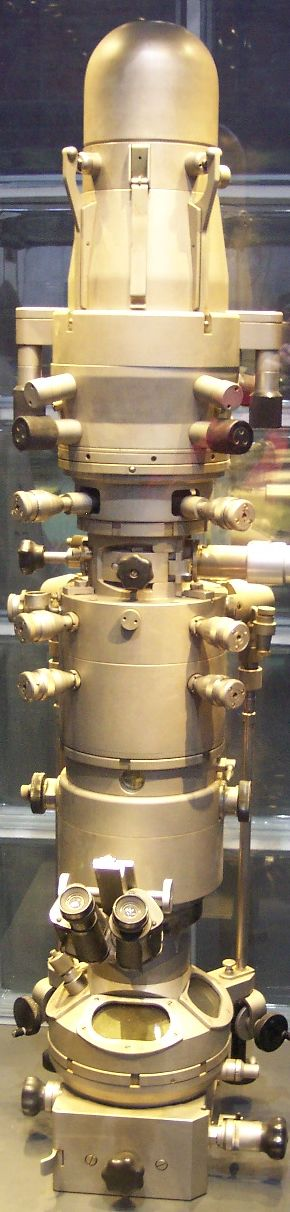
Microscopio electrónico de 1964.

Un microscopio electrónico usa electrones en lugar de fotones o luz visible para formar imágenes de objetos diminutos. Los microscopios electrónicos permiten alcanzar amplificaciones mayores
antes que los mejores microscopios ópticos, debido a que la longitud de onda de los electrones es bastante menor que la de los fotones.
El primer microscopio electrónico fue diseñado por Ernst Ruska y Max Knoll entre 1931 y 1936, quienes se basaron en los estudios de Louis-Victor de Broglie acerca de las propiedades ondulatorias de los electrones.
Un microscopio electrónico de transmisión de barrido ha logrado una resolución superior a 50 pm en el modo imágenes anulares de campo oscuro y ampliación de hasta aproximadamente 10 000 000× mientras que la mayoría de los microscopios ópticos están limitados por difracción a una resolución de aproximadamente 200 nm y ampliaciones útiles por debajo de 2000×. Los microscopios electrónicos utilizan campos magnéticos moldeados para formar sistemas de lentes ópticas electrónicas que son análogas a las lentes de vidrio de un microscopio de luz óptica.
Los microscopios electrónicos se utilizan para investigar la ultraestructura de una amplia gama de especímenes biológicos e inorgánicos, incluidos microorganismos, células, moléculas grandes, muestras de biopsia, metales y cristalinos. Industrialmente, los microscopios electrónicos se utilizan a menudo para el control de calidad y el análisis de fallas. Los microscopios electrónicos modernos producen micrografías de electrones utilizando cámaras digitales especializadas y capturadores de fotogramas para capturar las imágenes.

## Historia

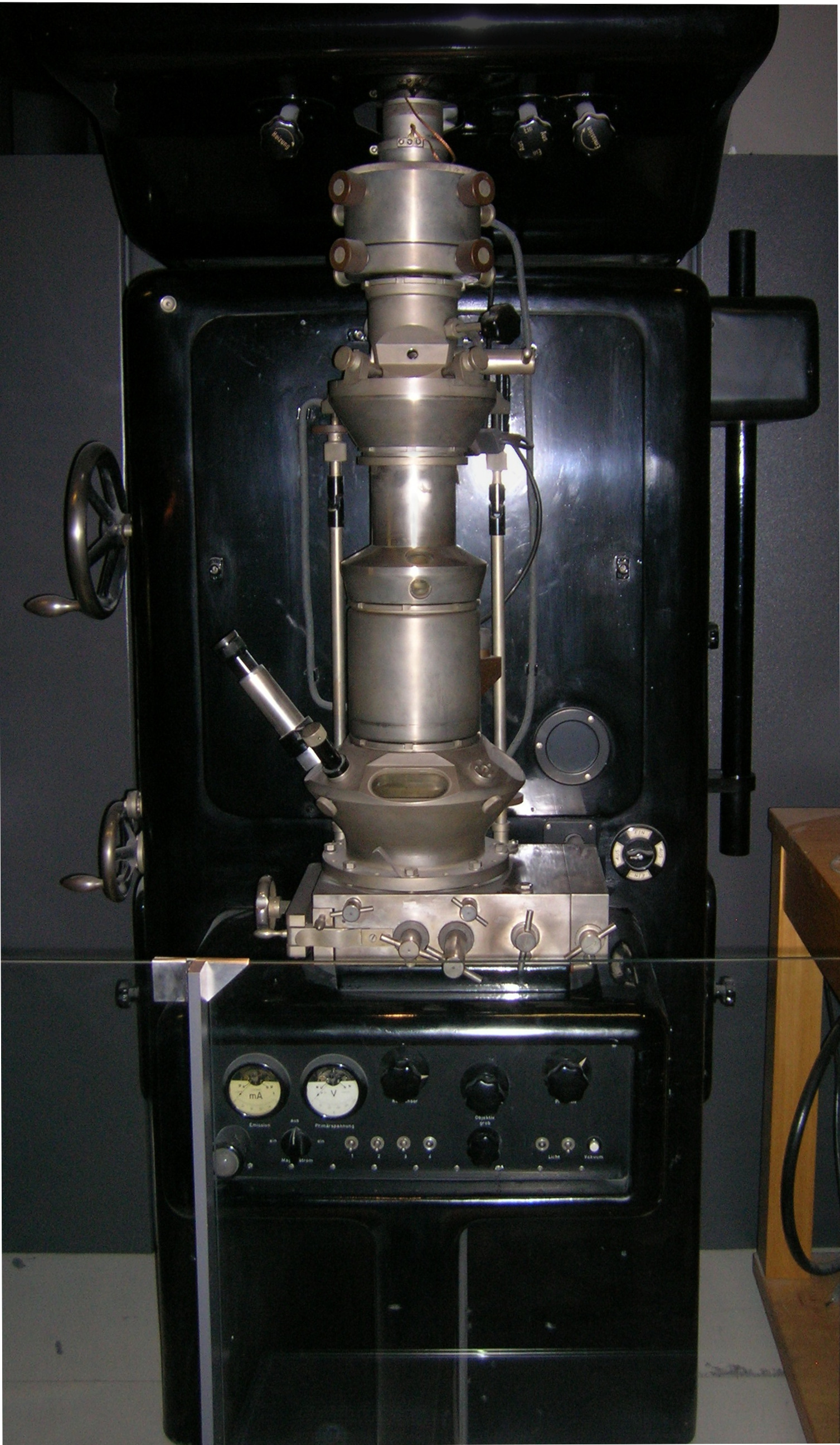
Reproducción de uno de los primeros microscopios electrónicos construidos por Ernst Ruska

Muchos avances sentaron las bases de la óptica electrónica utilizada en los microscopios. Un paso importante fue el trabajo de Hertz en 1883 que fabricó un tubo de rayos catódicos con desviación electrostática y magnética, demostrando la manipulación de la dirección de un haz de electrones. Otros fueron la focalización de los electrones mediante un campo magnético axial por Emil Wiechert en 1899, cátodos recubiertos de óxido mejorados que producían más electrones por Arthur Wehnelt en 1905 y el desarrollo de la lente electromagnética en 1926 por Hans Busch. Según Dennis Gabor, el físico Leó Szilárd intentó convencerle en 1928 de que construyera un microscopio electrónico, para el que Szilárd había solicitado una patente.
Hoy en día, la cuestión de quién inventó el microscopio electrónico de transmisión es controvertida. En 1928, en la Universidad Técnica de Berlín, Adolf Matthias (catedrático de Tecnología de Alta Tensión e Instalaciones Eléctricas) nombró a Max Knoll para dirigir un equipo de investigadores que avanzaran en la investigación sobre haces de electrones y osciloscopios de rayos catódicos. El equipo estaba formado por varios estudiantes de doctorado, entre ellos Ernst Ruska. En 1931, Max Knoll y Ernst Ruska generó con éxito imágenes ampliadas de rejillas de malla colocadas sobre la abertura de un ánodo. El dispositivo, del que se muestra una réplica en la figura, utilizaba dos lentes magnéticas para lograr mayores aumentos, el primer microscopio electrónico. (Max Knoll murió en 1969, por lo que no recibió una parte del Premio Nobel en 1986).
Aparentemente independiente de este esfuerzo fue el trabajo en Siemens-Schuckert por Reinhold Rüdenberg. Según la ley de patentes (patente estadounidense n.º 2058914 y 2070318, ambos presentados en 1932), es el inventor del microscopio electrónico, pero no está claro cuándo tuvo un instrumento operativo. Afirmó en un artículo muy breve en 1932 que Siemens había estado trabajando en esto durante algunos años antes de que se presentaran las patentes en 1932, afirmando que su esfuerzo era paralelo al desarrollo de la universidad. Murió en 1961, por lo que, al igual que Max Knoll, no pudo optar a una parte del Premio Nobel.
Al año siguiente, 1933, Ruska y Knoll construyeron el primer microscopio electrónico que superaba la resolución alcanzable con un microscopio óptico (de luz). Cuatro años más tarde, en 1937, Siemens financió el trabajo de Ernst Ruska y Bodo von Borries, y empleó a Helmut Ruska, hermano de Ernst, para desarrollar aplicaciones para el microscopio, especialmente con especímenes biológicos. También en 1937, Manfred von Ardenne fue pionero en el microscopio electrónico de barrido. Siemens fabricó el primer microscopio electrónico comercial en 1938. Los primeros microscopios electrónicos norteamericanos se construyeron en la década de 1930, en la Washington State University por Anderson y Fitzsimmons y en la University of Toronto por Eli Franklin Burton y los estudiantes Cecil Hall, James Hillier, y Albert Prebus. Siemens fabricó un microscopio electrónico de transmisión (MET) en 1939. Aunque los microscopios electrónicos de transmisión actuales son capaces de alcanzar dos millones de aumentos, como instrumentos científicos siguen siendo similares pero con una óptica mejorada.

## Limitaciones del microscopio electrónico
- La limitada apertura no permite que la información detallada alcance la imagen, limitando de este modo la resolución.
- El contraste de amplitud (que radica en la naturaleza corpuscular de los electrones) se debe al contraste de difracción, provocado por la pérdida de electrones del rayo. Es un contraste dominante en especímenes gruesos.
- El contraste de fase (que radica en la naturaleza ondulatoria de los electrones) se debe al contraste de interferencia provocado por los desplazamientos en las fases relativas de las porciones del rayo. Es un contraste dominante en especímenes finos.
- Existen también distintas aberraciones producidas por los lentes: astigmática, esférica y cromática.
- El problema de la función de transferencia de contraste (CTF en inglés): la FTC describe la respuesta de un sistema óptico a una imagen descompuesta en ondas cuadráticas.

El material biológico presenta dos problemas fundamentales: el entorno de vacío y la transferencia de energía. Para resolverlos, se utilizan distintas técnicas dependiendo del tamaño de la muestra:
- para muestras grandes como órganos, tejidos o células, se utilizan tres técnicas:

1. la fijación química o la criofijación;
2. la inclusión en resinas (criosustitución);
3. la réplica metálica.

- para muestras pequeñas como complejos macromoleculares se utilizan las siguientes técnicas:

1. la tinción negativa: los agentes de tinción más usados son el molibdato amónico, el fosfotungstato sódico y sales de uranio como acetato y formiato. Todos ellos presentan las siguientes propiedades: interactúan mínimamente con la muestra y son estables en la interacción con los electrones, son altamente solubles en agua, presentan una alta densidad que favorece el contraste, tienen un punto alto de fusión, tienen un tamaño de grano pequeño;
2. la réplica metálica: para construir la réplica metálica se evapora el metal (estaño), que se deposita sobre la muestra a la vez que esta, por el vacío, se disuelve;
3. la criomicroscopía. Desde la década de 1980, los científicos también han utilizado cada vez más el análisis de criofijación y muestras vitrificadas, lo que confirma aún más la validez de esta técnica.[24][25][26]

## Tipos de microscopios electrónicos

(1) carcasa, (2) emisor de electrones, (3) electrones, (4) cátodo, (5) ánodo, (6) Lente condensador, (7) muestra analizada, (8) Lente objetivo, (9) Lente proyector, (10) Detector (sensor o película fotográfica).

Existen dos tipos principales de microscopios electrónicos: el microscopio electrónico de transmisión y el microscopio electrónico de barrido.

### Microscopio electrónico de transmisión (TEM)
El microscopio electrónico de transmisión (TEM en inglés) emite un haz de electrones dirigido hacia el objeto cuya imagen se desea aumentar. Una parte de los electrones rebotan contra la muestra, formando así una imagen aumentada. Para utilizar un microscopio electrónico de transmisión debe cortarse la muestra en capas finas, no mayores de unos 2000 ángstroms. Los microscopios electrónicos de transmisión pueden aumentar la imagen de un objeto hasta un millón de veces.

### Microscopio electrónico de barrido (SEM)

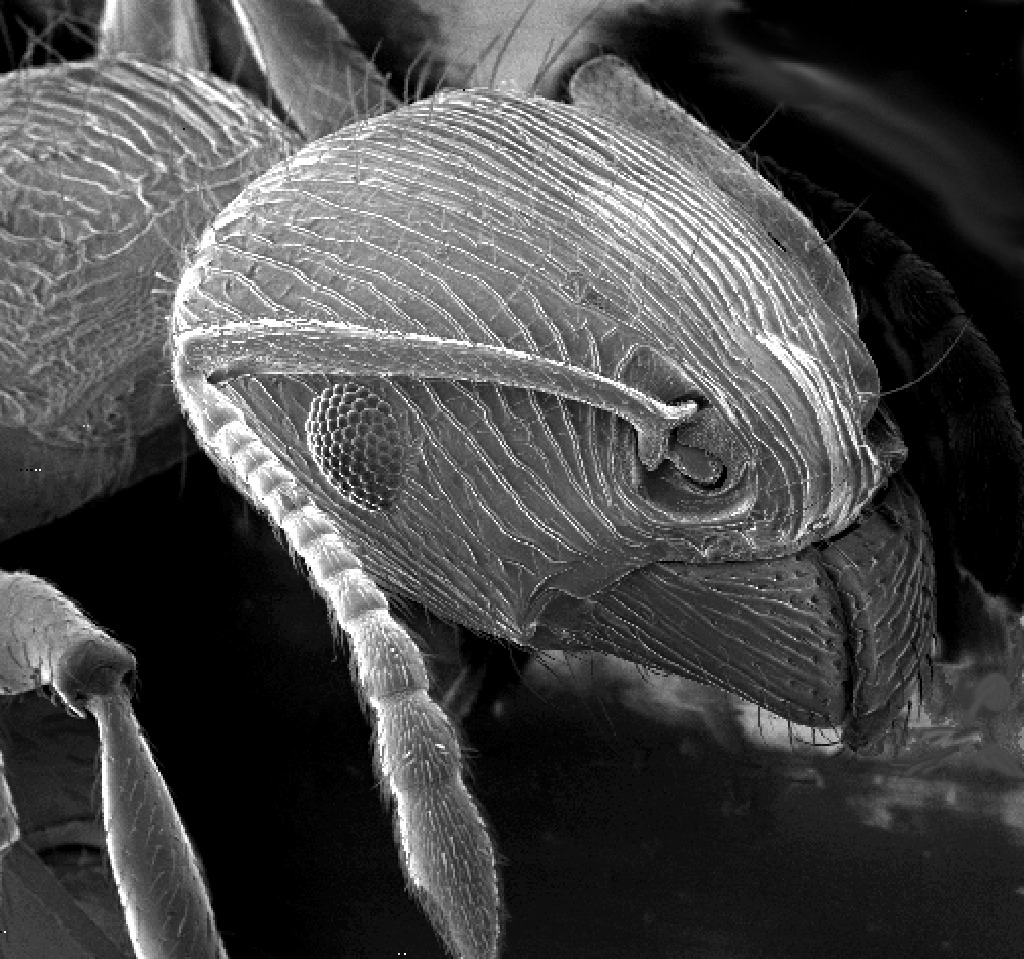
Imagen de una hormiga tomada con un MEB (microscopio electrónico de barrido).

En el microscopio electrónico de barrido (SEM en inglés) la muestra es recubierta con una capa de metal delgado, y es barrida con electrones enviados desde un cañón. Un detector mide la cantidad de electrones enviados que arroja la intensidad de la zona de muestra, siendo capaz de mostrar figuras en tres dimensiones, proyectados en una imagen de TV. Su resolución está entre 3 y 20 nm, dependiendo del microscopio. Permite obtener imágenes de gran resolución en materiales pétreos, metálicos y orgánicos. La luz se sustituye por un haz de electrones, las lentes por electroimanes y las muestras se hacen conductoras metalizando la superficie. Apoyándose en los trabajos de Max Knoll de los años 1930 fue Manfred von Ardenne quien logró inventar el MEB en 1937 que consistía en un haz de electrones que barría la superficie de la muestra a analizar, que, en respuesta, reemitía algunas partículas. Estas partículas son analizadas por los diferentes sensores que hacen que sea posible la reconstrucción de una imagen tridimensional de la superficie.

### Otros tipos de microscopios electrónicos
- Microscopio electrónico de reflexión (REM)[27]
- Microscopio de efecto túnel (STM)
- Microscopio de sonda de barrido (SPM)
- Microscopía electrónica de transmisión de alta resolución (HRTEM)
- Focussed Ion Beam (FIB-SEM).

## Aplicaciones en distintas áreas
En el estudio de los circuitos integrados se suele utilizar el microscopio electrónico debido a una curiosa propiedad: Como el campo eléctrico modifica la trayectoria de los electrones, en un circuito integrado en funcionamiento, visto bajo el microscopio electrónico, se puede apreciar el potencial al que está cada elemento del circuito.
La cristalografía de electrones es un método utilizado para determinar la disposición de átomos en sólidos a través de un microscopio electrónico de transmisión. Este método se utiliza en muchas situaciones donde no se puede usar cristalografía de rayos X y fue inventado por Aaron Klug.